# Coccotremataceae
Coccotremataceae is een botanische naam voor een familie van korstmossen behorend tot de orde Pertusariales. Het typegeslacht is Coccotrema.

## Geslachten
De familie bestaat uit de volgende drie geslachten:
- Coccotrema
- Gyalectaria
- Parasiphula